# Nhạc pop dàn nhạc
Nhạc pop dàn nhạc là nhạc pop được sắp xếp và biểu diễn bởi một dàn nhạc giao hưởng hiện đại.
Vào thế kỷ thứ 21, một số nghệ sĩ khám phá thể loại này, phổ biến nhất là đại nhóm Anh Quốc The Last Shadow Puppets bởi Arctic Monkeys, Alex Turner và ca sĩ Miles Kane.